# Spółgłoska nagłośniowa
Spółgłoski nagłośniowe, epiglottalne lub aryepiglottalne – spółgłoski artykułowane przez zetknięcie fałdów nalewkowo-nagłośniowych z nagłośnią. W brzmieniu zbliżone są do spółgłosek gardłowych. W IPA spółgłoski te oznacza się następującymi symbolami:
- [ʡ] – bezdźwięczna spółgłoska zwarta
- [ʜ] – bezdźwięczna spółgłoska szczelinowa
- [ʢ] – dźwięczna spółgłoska szczelinowa

## Występowanie
Spółgłoski nagłośniowe występują w językach afroazjatyckich i północnokaukaskich. We współczesnym języku arabskim ﺡ i ع są często wymawiane jako [ʜ] i [ʢ], choć w języku klasycznym są faryngalne. "Gardłowe" spółgłoski w indiańskich językach salisz i wakaskich są prawdopodobnie również nagłośniowe.
W dagestańskim języku agulskim spółgłoski faryngalna /ħ/ i epiglottalna /ʜ/ są odrębnymi fonemami.